# استسقاء الرأس سوي الضغط
استسقاء الرأس سوي الضغط أو موه الرأس السوي الضغط (بالإنجليزية: Normal pressure hydrocephalus أو NPH)‏، كما ويدعى أيضًا موه الرأس الأعراضيّ، هو اضطراب في الدماغ نابع من انخفاض في امتصاص السائل الدماغي الشوكي. تشمل أعراضه النموذجية اضطراب المشي، وسَلَس البول، والخَرَف أو تدهور نفسي. من الصعب تشخيصه لأن هذه الأعراض شائعة في أمراض عديدة أخرى. العلاج المُعتاد هو تركيب تحويلة لتصريف السائل الدماغي الشوكي الزائد إلى جزء آخر من الجسم. قد يعكس هذا العلاج الأعراض ويستعيد الأداء الطبيعي السابق، أو قد يفعل ذلك جزئيًا، أو قد لا ينجح بذلك. جاءت تسمية سوي الضغط من ورقة بحثية نشرت عام 1965 قبل تطور آليات قياش الضغط داخل الجمجمة وحاليا من المعروف أن وصف سوي الضغط في تسمية هذا المرض هي اسم مغلوط.

## أنواع
هناك نوعين من موه الرأس السوي الضغط: مجهول السبب والثانوي. النوع الثانوي يمكن أن يكون نتيجة لنزف تحت العنكبوتية، أو صدمات الرأس، أو ورم، أو عدوى في الجهاز العصبي المركزي، أو من مضاعفات عملية جراحية في الجمجمة.

## الآلية
إن استسقاء الرأس سوي الضغط هو زيادة في الضغط داخل القحف نتيجة التجمع السائل الدماغ الشوكي بكميات أكبر من الطبيعي في بطينات الدماغ مما يسبب ضخامة في البطينات. 

رسم ثلاثي الأبعاد يوضح شكل وموقع الجهاز البطيني بالمخ (باللون الأزرق) ومن حوله نسيج المخ (بالبني الباهت)

 الضغط داخل القحف ينخفض تدريجياً ولكن يبقى مرتفعاً بشكل طفيف ويصل ضغط السائل الدماغي الشوكي إلى الحدود العليا للمجال الطبيعي وهو 150 إلى 200 ملم ماء. إذاً لا تكون أرقام الضغط داخل القحف مرتفعة عادة عند هؤلاء المرضى لذا فهم لا يعانون من الأعراض الكلاسيكية المرافقة لارتفاع الضغط داخل القحف مثل الصداع أو الغثيان أو الإقياء أو تبدل الوعي، على الرغم من أن بعض الدراسات أظهرت أنه يحدث عندهم ارتفاع في الضغط بشكل متقطع. على أي حال، تضغط البطينات المتضخمة على النسيج القشري المجاور فتسبب تأثيرات لا تعد ولا تحصى على المريض. الثالوث العرضي الكلاسيكي هو (اضطراب مشية، عدم استمساك بولي، عته معرفي) كان أول من وصف هذا الثالوث هما حكيم وآدمز عام 1965. موه الرأس سوي التوتر يشخص بشكل خاطئ على أنه باركنسون أو زهايمر أو عته معرفي، بسبب طبيعته المزمنة وأعراضه غير النوعية.

## الأعراض والعلامات
يتظاهر موه الرأس سوي التوتر بالثلاثي الكلاسيكي للموجودات السريرية (يعرف بثلاثي آدمز أو ثلاثي حكيم) وهو سلس بولي ومشية مضطربة وعته معرفي (يشار إليه عادة بـ «مبلل وأحمق ومترنح المشية» أو «مبلل غريب المشية»).
اضطراب المشية عادة هو العرض البدئي والأبرز من الثلاثي العرضي وقد يكون متزايداً، بسبب توسع الجهاز البطيني، وخصوصاً في مستوى البطينات الوحشية. فتضغط على الألياف المحركة التي تنزل عبر السبيل القشري النخاعي إلى النخاع الشوكي القطني العجزي مسببة سحبها نحو الأعلى. يمكن تصنيف المشية المضطربة كاضطراب خفيف (مشية حذرة أو صعوبة في المشي الترادفي (مشية بحيث تلامس أصاب القدم الخلفية عقب القدم الأمامية)، تتميز بأنها (صعوبة واضحة في المشي أو مشية مترنحة بوضوح) أو اضطراب شديد (لا يستطيع المريض المشي بدون مساعدة) في المراحل المبكرة غالباً ما يحدث هذا الاضطراب في المشي على شكل ترنح وانعدام في التوازن، خاصة عند صعود الأدراج والأرصفة. قد يكون الضعف العضلي وتعب القدمين جزءاً من الشكوى، على الرغم من أن الفحص يظهر عدم وجود خزل (شلل خفيف) أو رنح. عادة ما يستعين المريض بشيء ما أثناء الحركة ليتمكن من المشي بثبات دون ترنح وذلك حين ينتقل من المرحلة الخفيفة إلى الملحوظة. من الأدوات المساعدات في ذلك عكازة بعجلات أو عكازة رباعية الأرجل. تظهر مشية المريض في المرحلة الملحوظة نقصاً في ارتفاع القدم عن الأرض أثناء المشي أو يجر المريض قدمه على الأرض خلال سيره (القدم الماسحة للأرض)، بالإضافة إلى انخفاض سرعة المشي. يشار إلى هذا النمط عادة باسم المشية المغناطيسية، حيث تبدو القدم ملتصقة بالسطح الذي تمشي عليه، ويعتبر اضطراب المشية العرض المميز لموه الرأس سوي التوتر. قد تبدأ المشية بتقليد المشية الباركنسونية، مع خطوات قصيرة متثاقلة (يجر المريض قدميه) وتحدب ووضعة الانحناء نحو الأمام ولكن لا يوجد أي تيبس أو رجفان. يشاهد أيضاً زيادة الميل للسقوط نحو الخلف وقد يستخدم المريض أيضاً المشية واسعة القاعدة من أجل زيادة قاعدة الدعم وبالتالي ثباتهم. في المراحل المتأخرة جداً، قد تتدهور حالة المريض من عدم القدرة على المشي إلى عدم القدرة على الوقوف أو الجلوس أو النهوض من الكرسي أو التقلب على السرير. يشار إلى هذه المرحلة المتقدمة بـ «تعذر الوقوف والمشي الناجم عن موه الدماغ».
العته المعرفي: يسيطر العته المعرفي عادة على الفص الجبهي وهو من نوع العته تحت القشري. يتظاهر بشكل لامبالاة، نسيان، جمود، عدم انتباه، وانخفاض سرعة سلسلة المعلومات المعقدة (ويوصف أيضاً بأنه بلادة في التفكير والعمل). واضطراب معالجة المعارف المكتسبة، وهو انعكاس لفقدان كمال الفص الجبهي. اضطرابات الذاكرة عادة ما تكون إحدى مكونات المشاكل الكلية وتكون الأكثر تظاهراً في بعض الحالات مما قد يؤدي إلى التشخيص الخاطئ على أنها زهايمر. على أي حال في موه الرأس سوي التوتر قد يوجد تباين واضح بين خلل في التذكر (عادة ما يكون شديداً) مع سلامة الإدراك أو تأثره بشكل أقل من الذاكرة. العته يعتقد أن العته ينتج عن شد الألياف اللمبية والجبهية التي تسير في المنطقة المحيطة بالبطينات.
عدم الاستمساك البولي (السلس البولي): يظهر متأخراً في هذا المرض، وجد أنه يحدث بسبب فرط المنعكسات التشنجي، زيادة الإلحاح المرتبط مع نقصان تثبيط التقلصات المثانية وعدم استقرار العضلة النافصة (القاذفة للبول). في معظم الحالات الشديدة، يرتبط فرط المنعكسات المثانية مع فقدان الاهتمام بالتبول بسبب الأذية المعرفية الشديدة في الفص الجبهي. يعرف هذا أيضاً بأنه عدم استمساك جبهي المنشأ، حيث لا يبالي المريض بأعراضه البولية المتكررة.

## التشخيص
تشخيص موه الرأس سوي التوتر عادة ما يتم في البداية عن طريق تصوير الدماغ سواء بالطبقي المحوري أو بالرنين المغناطيسي لكشف أي أذية كتلية في الدماغ. ثم تتبع بالبزل القطني وتقييم الاستجابة السريرية لإزالة السائل الدماغي الشوكي. يمكن أن يتبع ذلك بالتصريف القطني للسائل الدماغي الشوكي بشكل مستمر خلال 3-4 أيام.
قد يظهر الطبقي المحوري بطينات متوسعة دون ضمور التلافيف الدماغية. الرنين المغناطيسي قد يظهر درجات قليلة من هجرة السائل الدماغي الشوكي المحيط بالبطينات نحو البطانة الشوكية في تسلسل الزمن الثاني/زمن الفلير. قد لا يميز التصوير الشعاعي بين الأمراضيات التي تشابهه من ناحية الصورة السريرية مثل عته الزهايمر أو العته الوعائي أو عتاهة باركنسون.
بعد التصوير الشعاعي. يكون البزل القطني هو الخطوة الأولى في التشخيص ويتم قياس ضغط الانفتاح السائل الدماغي الشوكي بعناية. في معظم الحالات، الضغط عادة فوق 155 ملم ماء. التحسن السريري بعد إزالة السائل الدماغي الشوكي (30 مل أو أكثر) له قيمة تنبؤية عالية لنجاح عملية تركيب التحويلة (الشنت) لاحقاً. هذا ما يدعى اختبار البزل القطني أو اختبار ميلر فيشر. على العكس من ذلك الاختبار السلبي له قيمة تشخيصية قليلة جداً، كما أن العديد من المرضى قد يتحسنون بعد تركيب تحويلة على الرغم من غياب التحسن بعد إزالة السائل الدماغي الشوكي.
اختبار التسريب هو اختبار قد يكون له حساسية ونوعية عاليتان أكثر من البزل القطني ولكن لا يتم إجراؤه في معظم المراكز. تعتبر بعض المراكز سرعة خروج السائل الدماغي الشوكي عاملاً معتبراً للتنبؤ بإمكانية نجاح جراحة موه الرأس. يمكن تحديد سرعة الخروج عبر اختبار التسريب. وهو ليس الاختبار الذي يجرى عادة قبل تركيب التحويلة ولكن إجراءه قد يفيد في تحديد احتمال تحسن المريض بعد تركيبها.
في بعض المراكز، تبين أن البزل القطني الخارجي ذو حساسية ونوعية عالية فيما يتعلق بنتائج النجاح المتوقعة التالية للجراحة.

## العلاج
المرضى المصابون بعته المعتمدين في حياتهم على العناية التمريضية المنزلية ولم تشخص إصابتهم باستسقاء الدماغ سوي التوتر من المحتمل أن يصبحوا مستقلين مرة أخرى ما إن تمت معالجتهم. حتى الآن فقط دراسة واحدة كانت قادرة على تقييم مدى انتشار موه الرأس سوي التوتر عند كل من المشخصين وغير المشخصين من بين السكان وأظهرت انتشار المرض في 9-14 % من السكان.
قد يتعافى المصاب بموه الرأس سوي التوتر جراحياً عن طريق زرع تحويلة بطينية بريتوانية لتصريف السائل الدماغي الشوكي الزائد إلى البطن حيث يتم امتصاصه. ما ان توضع الشنت في مكانها يصغر حجم البطينات عادة من غضون 3-4 أيام. بغض النظر عن مدة استسقاء الدماغ. على الرغم من نقصان التورم البطيني. فقط 21% من المرضى يبدون تحساً ملحوظاً في الأعراض. المرضى الأكثر احتمالاً لابداء التحسن هم أولئك الذين يتظاهر المرض لديهم باضطراب مشية فقط خفيف أو لا يوجد سلس، وعته معرفي خفيف. وجدت آخر دراسة أجريت عام 2004 نتائج أفضل، خلصت إلى أنه إذا تم تحديد المرضى المصابين بموه الرأس سوي التوتر بشكل صحيح سيثمر زرع التحويلة نتائج مفيدة في 86% من المرضى، في كل من اضطراب المشية 81% وتحسن الاستمساك 70% أو كليهما. لاحظوا أيضاً أن القياسات في الثلاثي السريري التشخيصي، وحجم التلم القشري، ومدى التوهج حول البطينية كلها تتعلق بالنتائج. على أي حال عوامل أخرى مثل عمر المريض، مدة الأعراض، توسع البطينات، ودرجة العته قبل الجراحة لها علاقة بالنتائج أيضاً.

## الوبائيات
الدراسات الأخيرة المجراة على السكان قدرت انتشار موه الرأس سوي التوتر بأن يكون حوالي 0.5% في الأشخاص فوق عمر 65 سنة مع حدوث حوالي 5.5 مريض لكل 100000 من السكان في السنة. وهذا يتفق مع نتائج مماثلة تفيد أنه على الرغم من أن موه الرأس سوي التوتر قد يحدث في كل من الرجال والنساء بأي عمر، وجد أنه غالباً ما يصيب المسنين وذروة الحدوث في العقد السادس أو السابع من العمر عموماً.

## روابط خارجية
- Normal Pressure Hydrocephalus على موقع المعهد الوطني للاضطرابات العصبية والسكتة الدماغية (NINDS)